# Johann Samuel Rosenheyn
Johann Samuel Rosenheyn (* 7. Januar 1777 in Billroda, Kursachsen; † 3. September 1844 in Lyck, Masuren) war ein deutscher Gymnasiallehrer.

## Leben
Rosenheyn war Sohn eines Dorfschullehrers und Organisten in Rothenberga. Mit 7 Jahren spielte er bei Kirchfesten Geige. Zeitlebens liebte er die Musik. Er hatte mehrere Schwestern und einen Bruder, der Schmied wurde und in den Befreiungskriegen verscholl. Zwar „Rabauke“, wurde Johann von seinem Vater auf der Ratsschule Naumburg  untergebracht. Sein Lehrer war Karl David Ilgen. Vom Vater aus Geldmangel in die Leipziger Buchhandlung Rein gegeben, erwies sich der Junge als ungeeignet für das Kaufmannsleben. Trotz „drückendster Umstände“ studierte er an der Universität Leipzig evangelische Theologie und Philologie. Seine Lehrer waren Ernst Platner, Friedrich Wolfgang Reiz und Gottfried Hermann. Sein treuester Freund wurde Christian August Lobeck.

### Preußen
Er folgte dem Rat von Karl Heinrich Heydenreich und ging 1801 nach dem theologischen Examen nach Preußen. Bei den Mirbach (Adelsgeschlecht) auf Gut Angerburg und den Heyking (Adelsgeschlecht) auf Adamsheide wurde er Haushofmeister (Hauslehrer). Dort schrieb er die ersten Gedichte, die von Rein in Leipzig gedruckt wurden. Durch Vermittlung eines Grafen Lehndorff wurde er Mitglied der Königlichen Deutschen Gesellschaft (Königsberg). Zum Dr. phil. promoviert und verheiratet, trat er in den Staatsdienst Preußens. 1805 kam er als 5. Lehrer an das Gymnasium Marienwerder. Das karge Gehalt und die Teuerung nach der Schlacht bei Jena und Auerstedt machten das Leben schwer. Schulische Publikationen brachten ein Zubrot. Sein „Doppelter Kursus“ grammatikalischer Übungen und ein „Lateinisches Lesebuch“ in 3 Teilen fanden Anerkennung durch Carl Ludwig Struve. Wilhelm von Humboldt berief ihn 1810 als 1. Oberlehrer und Inspektor an das Collegium Fridericianum. Mit Carl Erfurdt, Wilhelm Drumann und seinem Lobeck, der ihm nach Preußen gefolgt war, verbrachte er in Königsberg die glücklichsten Jahre. Auch schloss er sich dem Dichterzirkel um Max von Schenkendorf an.

#### Memel
Mit einem Gehalt von 1000 Talern wurde er 1815 als Direktor und Schulinspektor an das nachmalige  Luisengymnasium Memel berufen. Dort stieß er auf die „ausgezeichneten Lehrer“ Karl Besseldt (1784–1824) und Eduard Hermes (1793–1845). „Immer mehr Liebe gewann er für das ihm früher unbekannt gebliebene Volks- und Bürgerschulwesen.“ Davon zeugen zwei Büchlein „für den allerersten Unterricht“. Sein gedeihliches Wirken im Memeler Schulwesen fand ehrenvolle Anerkennung durch Gustav Friedrich Dinter. Als er im Sommer 1821 seinen Vater in Magdeburg besuchte, war er von dem viel besser ausgestatteten Schulwesen tief beeindruckt. Der Magistrat von Memel konnte da nicht mithalten. Deshalb wollte Rosenheyn wieder in königlichen Dienst kommen und möglichst ein Gymnasium leiten. Den Wunsch trug er dem Minister Karl vom Stein zum Altenstein vor. Der berief Rosenheyn als Direktor an das Königliche Gymnasium Lyck.

#### Lyck
Bei seiner Ankunft am 4. Juni 1824 fand er die Schule in trostlosem Zustand. Seine Bestandsaufnahme dauerte bis zum 17. Juni. Nach den Sommerferien nahm er am 15. Juli 1825 den Unterricht auf. Disziplin und Lehrmittel fehlten, die Bibliothek verdiente nicht den Namen, Freischüler gab es reichlich. Rosenheyn sorgte für Abhilfe aller Mängel und Missstände. Besondere Verdienste erwarb er sich durch die bedeutende Vergrößerung der Bibliothek, die Anlegung eines Unterstützungsfonds für arme Schüler und die sorgfältige Führung der Registratur und Schulchronik. Er gewann sowohl Wohlwollen und Förderung der Schulbehörde als auch Respekt und Freundschaft früherer Gegner. Einen bedeutenden Fürsprecher in Berlin hatte er in Adalbert von Ladenberg, einen ehemaligen Schüler und Pflegling in Marienwerder. Dass Rosenheyn Dotationen früherer Landesfürsten ans Licht brachte, ließ eine beachtliche Sammlung von Freibüchern entstehen. Die Schülerzahl stieg in zehn Jahren von 116 auf 214. In Rosenheyns 17-jähriger Direktionszeit wurden 122 Abiturienten zur Universität entlassen. Er sorgte für die Aufstellung eines Denkmals für Johann Heinrich von Günther. Auf Lycks Marktplatz wurde es am 16. Juni 1841 feierlich enthüllt. Für das Denkmal hatte Rosenheyn in Preußen 1600 Taler gesammelt. Für dieses Verdienst erhielt er von Masurens Hauptstadt die Ehrenbürgerwürde. Offenbar durch eine Arteriosklerose zunehmend beeinträchtigt (Schwindel, Verlust von Sehkraft und Gedächtnis), musste er am 6. Juli 1843 um seine Entlassung ersuchen. Nachdem er seine krebskranke Frau (eine Königsbergerin) verloren hatte, starb er mit 67 Jahren.

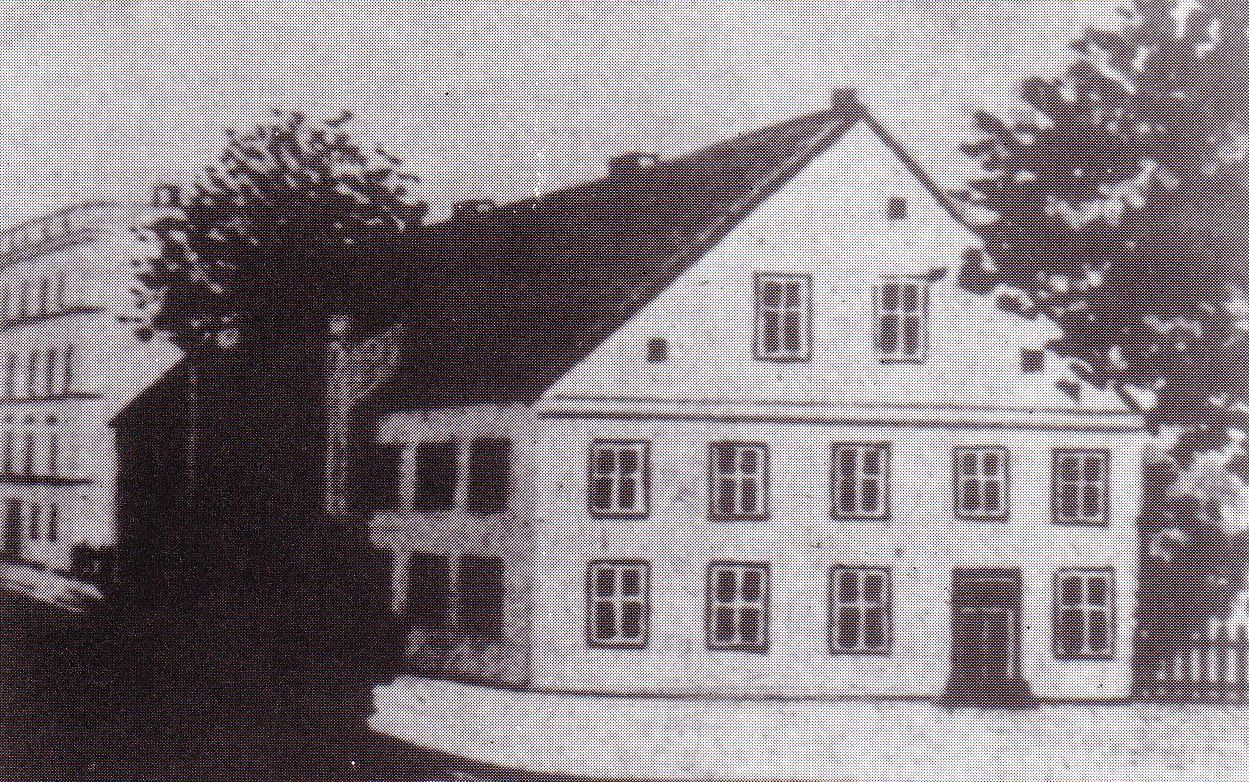
Lycker Gymnasium
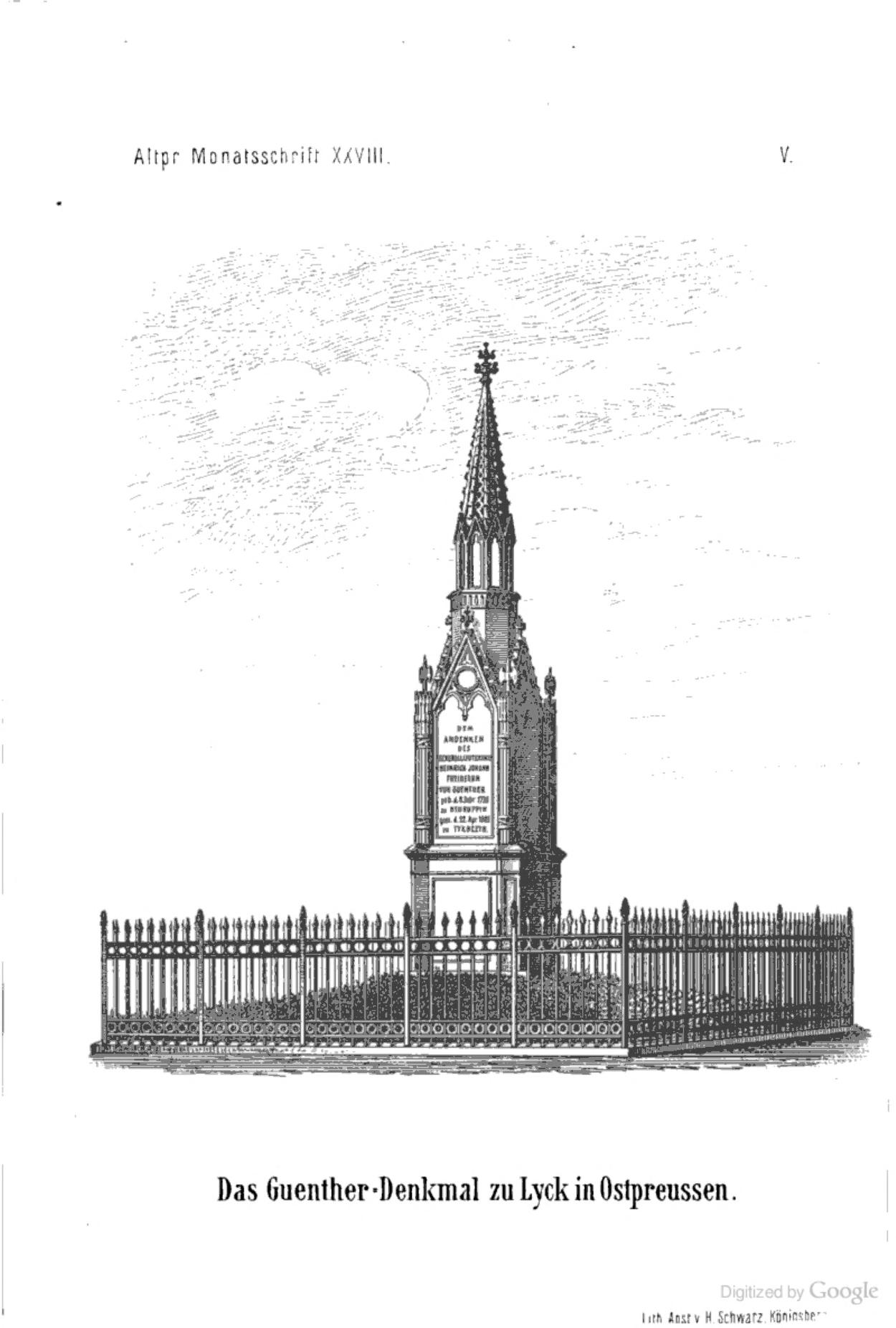
Günther-Denkmal

## Nachfahren
Rosenheyn hinterließ fünf Kinder und viele Enkel. Der Sohn Max Rosenheyn (1811–1869) kam in Königsberg zur Welt und machte das Abitur an der Schule seines Vaters in Lyck. Er studierte in Königsberg Naturwissenschaften und wurde Oberlehrer in Marienburg. Der jüngere Sohn studierte das Forstfach. Die zweite Tochter heiratete Friedrich Dewischeit.

## Veröffentlichungen
- Gedichte, hrsg. 1804.
- Doppelter Cursus grammatischer Uebungen zum Uebersetzen ins Lateinische, nebst 3 Beilagen, 1808.
- Poetische Blätter, 1810.
- Gedanken über ein lateinisches Lesebuch, 1810.
- Lateinisches Lesebuch. 1ster, 2ter und 3ter Cursus, 3 Bändchen 1810.
- Wörterbuch zu Joh. Samuels Rosenheyns Lateinisches Lesebuch. 1810.
- Lectionum Vellejanarum specimen, siehe Velleius Paterculus
- Betrachtungen am Grabe der Frankensucht, Berlin 1814; Neuausgabe 1817 als „Würde der deutschen Sprache ausgeführt gegen die Anmaaßung der Franzosen“.
- Spuren der Vorsehung in Luthers Leben und Wirken. Memel 1819. 36 S.[4]
- Können unsere Schulen die Jugend zu klug machen? Memel 1820. 66 S.[4]
- Über das Haus, wie es die Schule wünscht. Memel 1822. 73 S.[4]
- Dürfen wir bemüht sein, öffentliche Schulen durch Privatschulen zu ersetzen? Memel 1823. 23 S.[4]
- Wand- und Handfibel
- Allgemeines Kinderbuch.
- Sammlung gereimter Uebersetzungen und Nachahmungen der Gedichte des Horaz von verschiedenen deutschen Dichtern. Unzer, Königsberg 1818, mit vielen Übertragungen von Rosenheyn.
- Commentariolus particula non modo pro non modo non positae. Gumbinnen 1825. 17 S.[5]
- Direktor Dr. Johann Friedrich Wollner, gestorben am 16. September 1823. Ein Lebensbild. Gumbinnen 1825. S. 31–38.[5]
- Von der den öffentlichen Schulen gebührende Achtung. Eine Entlassungsrede. Königsberg i. Pr. 1828. 15 S.[5]
- Über die Onomatopoeie. Rastenburg 1834. 15 S.[5]
- Über die Wortarten. Königsberg/Pr. 1839. 35 S.[5]
- Ueber den deutschen Unterricht in Gymnasien. Königsberg 1832.

## Ehrungen
- Ehrenbürger von Lyck